# Tatort: Benutzt
Benutzt ist ein Fernsehfilm aus der Krimireihe Tatort. Der vom WDR produzierte Beitrag wurde am Samstag, 26. Dezember 2015, dem zweiten Weihnachtsfeiertag im ersten Programm der ARD ausgestrahlt. In dieser 967. Tatortfolge ermitteln die Kölner Kommissare Ballauf und Schenk ihren 64. Fall.

## Handlung
Ballauf und Schenk ermitteln im Mordfall des Export- und Finanzberaters Lessnik, der erschossen wurde. Aufgrund der Spurenlage erhärtet sich der Verdacht gegen den ehemaligen Geschäftspartner des Mordopfers, Karsten Holler. Doch der ist seit einer Motorradtour mit Lessnik durch die Sahara vor vier Jahren spurlos verschwunden und wurde offiziell für tot erklärt. Bald mehren sich die Anzeichen, dass Holler noch lebt: Seine Exfrau und seine früheren Geschäftspartner Winter und Gläsgen werden erpresst. Die junge Ermittlerin Trapp, die der Mordkommission von der Zollfahndung zur Seite gestellt wird, um die Ermittlungen zu unterstützen, findet auch heraus, dass deren Vorgesetzte Brandt vor vier Jahren illegale Waffenlieferungen Hollers in den Iran gedeckt hat. Brandt wird suspendiert und begibt sich auf die Suche nach Holler. Der hält sich in Brandts Wochenendhaus versteckt, wo er Winter und Gläsgen zur Geldübergabe hinbestellt. Winter findet den leblosen Holler in einer Blutlache vor und flüchtet direkt in die Arme von Ballauf und Schenk, die ihn festnehmen. Auch Gläsgen wird festgenommen, da sein Wagen am mutmaßlichen Tatort gefunden wird, wo Holler beim Eintreffen von Ballauf und Schenk nicht mehr aufgefunden wird. Es stellt sich heraus, dass Holler seinen Tod ein zweites Mal vorgetäuscht hat, um Rache an seinen früheren Mitwissern  Winter, Gläsgen und Brandt sowie seiner Exfrau zu nehmen. Am Ende wird er von Ballauf und Schenk aufgespürt und wegen des Mordes an Lessnik festgenommen.

## Hintergrund
Der Film wurde vom 14. Oktober 2014 bis zum 13. November 2014 in Köln und Umgebung gedreht. Die Folge wurde u. a. an den Kranhäusern am Rheinauhafen gedreht, wo der Rhein eine Leiche ans Ufer spült, sowie in Haus Vorst in Leichlingen.
Zu der Idee, einen Toten unter Mordverdacht stehen zu lassen, äußerte sich der Drehbuchautor Jens Maria Merz: „Die Redaktion des WDR wollte einen ungewöhnlichen Ansatz der Story. Ich habe eine Weile überlegt, denn nach 40 Jahren hat es fast alles schon einmal in einem »Tatort« gegeben. Dann kam ich darauf, dass der Mörder offenbar selbst schon seit Jahren tot ist – die Ermittler jagen scheinbar eine Leiche!“
Als Dienstwagen benutzt Hauptkommissar Schenk in dieser Episode einen blauen Opel Diplomat B V8 (1969-1972, K-FS 5865H).

## Rezeption

### Kritiken
Die Folge sei „behäbig“ und greife bekannte Konzepte vorheriger Kölner Tatort-Folgen auf, urteilte die Redaktion der prisma. In Kriminalistenkreisen sei der Kölner Tatort „recht populär“, da er „realitätsnah“ sei. Das „Dilemma mit der Realität“ sei jedoch, so das Urteil der prisma, dass diese „ganz schön statisch sein“ könne.
Die Folge Benutzt sei nach Einschätzung der dpa „ein komplizierter Fall“, bei dem sich Regisseurin und Drehbuchautor „viel vorgenommen – vielleicht zu viel“ vorgenommen haben. „Wer als Zuschauer nicht konzentriert zuhört, verliert schnell den Faden“, obwohl „Kommissar Ballauf den Sachstand für seine Kollegen zwischenzeitlich mal kurz zusammenfasst“. „Das heikle politische Thema der illegalen Waffenexporte ist zu komplex, um als eine Art Nebenhandlung angefasst und kritisiert zu werden“, so dass stattdessen „die für den Kölner »Tatort« typische Gesellschaftskritik recht klischeehaft“ daherkommt.

„Wie erzählt man eine gute Geschichte? 'Show, don't tell', sagen die Amerikaner. Das Stück von Dagmar Seume (Buch: Jens Maria Merz) erklärt sich kaum über Szene und Bild, vor allem über Gerede, Floskeln aus dem Ermittlerfragenkatalog.“

„Die Figuren wirken hölzern, die Handlung ist verworren. Ein Zettelkasten halbgarer Ideen. Wirklich überzeugend ist hier eigentlich nur eins: das angenehm beiläufige Outing von Assistent Tobias Reisser […] – der jetzt offiziell der zweite schwule 'Tatort'-Ermittler ist, nachdem letzten Monat schon der Berliner Kommissar Karow […] einen betont verruchten One-Night-Stand mit einem Mann hatte.“

### Einschaltquoten
Die Erstausstrahlung von Benutzt am 26. Dezember 2015 wurde in Deutschland von 6,67 Millionen Zuschauern gesehen und erreichte einen Marktanteil von 21,1 % für Das Erste. Mit gerade einmal 580.000 Zuschauern weniger wurde das Traumschiff auf den zweiten Platz verwiesen.
In Österreich wurde auf ORF 2 zeitgleich das Traumschiff gezeigt und nicht wie sonst üblich die Erstausstrahlung der Tatort-Folge.
In der Schweiz verfolgten 322.000 Zuschauer im Alter von über drei Jahren die Erstausstrahlung der Folge und bescherten ihr dadurch einen Marktanteil von 19,1 %. In der Gruppe der 15- bis 59-jährigen Zuschauer wurden 160.000 Zuschauer gezählt sowie ein Marktanteil von 16,0 % gemessen.